# 格拉赫氏爬鰍
格拉赫氏爬鰍（學名：Hedinichthys grummorum）為輻鰭魚綱鯉形目條鰍科赫氏爬鰍屬的其中一種，分布於亞洲中國西北邊疆淡水流域，體延長呈圓柱形，口下位，具觸鬚3對，體色淺灰色，頭部及體側具有深色圓狀斑塊，尾鰭叉形，體無鱗片，側線明顯但不完整，體長可達4公分，棲息在河川底層水域，生活習性不明。

## 扩展阅读
維基物種上的相關：格拉赫氏爬鰍